# Fire Within
Fire Within is een Nederlandse metalband, opgericht door Dennis van de Bor, Robbin van de Bor, Lars van Mourik en Arjon Bimmel. De band speelt in het symfonische metal genre.

## Biografie
Fire Within is voortgekomen uit de samenwerking tussen Dennis, Robbin en Arjon. Deze drie bandleden kwamen voor het eerst samen in 2012 in een Kamelot coverband. Twee jaar later, in 2014, heeft de band het eerste album opgenomen, een titelloos verzamelwerk van alle nummers die de band tot dan toe had geschreven. Direct na het uitkomen van de eerste CD werden er demo's opgenomen van nieuwe nummers. Met het touren en zoeken naar de richting die de band in wilde gaan voor het vervolgalbum zijn die demo's lang op de plank blijven liggen.
Tot iets meer dan vijf jaar later de band in contact kwam met Amerikaanse drummer en producer Matt Starr. Starr had een aantal demo's beluisterd en geproduceerd. Na een succesvolle crowdfunding campagne stapte de band in 2019 in het vliegtuig naar Los Angeles, om daar in The Atrium studio onder begeleiding van recording engineer Smiley Sean een EP van vier nummers op te nemen. Vlak na de opnames afgerond waren brak de COVID-19 epidimie uit, waardoor het nog twee jaar duurde voor de EP klaar was.

## Leden

### Huidige leden
- Dennis van de Bor – zang en gitaar
- Robbin van de Bor – bas en zang
- Lars van Mourik – drums en grunts
- Arjon Bimmel - Keyboards

## Discografie
| Titel Album | Jaar van verschijnen | Type medium |
| ----------- | -------------------- | ----------- |
| Fire Within | 2012                 | CD          |
| EP          | 2023                 | EP          |